# Demba Djibril Diop
Pour les articles homonymes, voir Diop.
Demba Djibril Diop est un journaliste congolais, né à Léopoldville le 23 novembre 1938 et mort à Kinshasa en 2002. Grand journaliste africain, il a lutté contre le régime de Mobutu et fut l'auteur de quelques ouvrages sur la politique et l'économie du pays.